# Szilágyi-patak
A Szilágyi-patak Szilágytól északnyugatra ered, Baranya vármegyében. A patak forrásától kezdve déli irányban halad, Máriakéméndig, ahol beletorkollik a Karasica-patakba.
A Szilágyi-patak vízgazdálkodási szempontból az Alsó-Duna jobb part Vízgyűjtő-tervezési alegység működési területéhez tartozik.
A patakba torkollik a Berkesdi-patak. 

## Part menti települések
- Szilágy
- Máriakéménd